# Problemas da linguagem religiosa
O problema da linguagem religiosa considera se é possível falar de Deus de maneira significativa se as concepções tradicionais de Deus como sendo incorpóreo, infinito e atemporal forem aceitas. Como essas concepções tradicionais de Deus tornam difícil descrevê-lo, a linguagem religiosa tem o potencial de não ter sentido. As teorias da linguagem religiosa tentam demonstrar que tal linguagem não tem sentido ou tentam mostrar como a linguagem religiosa ainda pode ser significativa.
Tradicionalmente, a linguagem religiosa tem sido explicada como via negativa, analogia, simbolismo ou mito, cada um dos quais descreve uma maneira de falar sobre Deus em termos humanos. A via negativa é uma maneira de se referir a Deus de acordo com o que Deus não é; a analogia usa qualidades humanas como padrões contra os quais comparar qualidades divinas; o simbolismo é usado não literalmente para descrever experiências inefáveis de outra forma; e uma interpretação mitológica da religião tenta revelar verdades fundamentais por trás das histórias religiosas. Explicações alternativas da linguagem religiosa apresentam-na como tendo funções políticas, performativas ou imperativas.
A exigência do empirista David Hume de que as afirmações sobre a realidade devem ser verificadas por evidências influenciou o movimento positivista lógico, particularmente o filósofo AJ Ayer. O movimento propôs que, para que um enunciado tenha sentido, deve ser possível verificar empiricamente sua veracidade.- com evidências dos sentidos. Conseqüentemente, os positivistas lógicos argumentaram que a linguagem religiosa deve ser sem sentido porque as proposições que ela faz são impossíveis de verificar. O filósofo austríaco Ludwig Wittgenstein foi considerado um positivista lógico por alguns acadêmicos porque ele distinguiu entre coisas que podem e não podem ser faladas; outros argumentaram que ele não poderia ter sido um positivista lógico porque enfatizou a importância do misticismo. O filósofo britânico Antony Flew propôs um desafio semelhante baseado no princípio de que, na medida em que as afirmações de crença religiosa não podem ser falsificadas empiricamente, as declarações religiosas perdem o sentido.
A analogia dos jogos - mais comumente associado a Ludwig Wittgenstein - foi proposta como forma de estabelecer sentido na linguagem religiosa. A teoria afirma que a linguagem deve ser entendida em termos de um jogo: assim como cada jogo tem suas próprias regras que determinam o que pode e não pode ser feito, cada contexto de linguagem tem suas próprias regras que determinam o que é e o que não é significativo. A religião é classificada como um jogo de linguagem possível e legítimo, significativo em seu próprio contexto. Várias parábolas também foram propostas para resolver o problema do significado na linguagem religiosa. RM Hare usou sua parábola de um lunático para introduzir o conceito de "bliks" - crenças não falsificáveis de acordo com as quais uma visão de mundo é estabelecida - que não são necessariamente sem sentido. Basil Mitchell usou uma parábola para mostrar que a fé pode ser lógica, mesmo que pareça inverificável. John Hick usou sua parábola da Cidade Celestial para propor sua teoria da verificação escatológica, a visão de que, se houver vida após a morte, as declarações religiosas serão verificáveis após a morte.